# Conus aureonimbosus
Conus aureonimbosus is een in zee levende slakkensoort uit het geslacht Conus. De slak behoort tot de familie Conidae. Conus aureonimbosus werd in 1844 beschreven door Reeve. Net zoals alle soorten binnen het Conusgeslacht zijn deze slakken roofzuchtig en giftig. Ze zijn in staat om mensen te steken en moeten daarom zorgvuldig worden behandeld.